# Plebiscito costituzionale in Cile del 2022
Il plebiscito costituzionale in Cile del 2022 si è tenuto il 4 settembre per approvare o respingere il progetto di nuova Costituzione predisposto dalla Convenzione costituzionale.

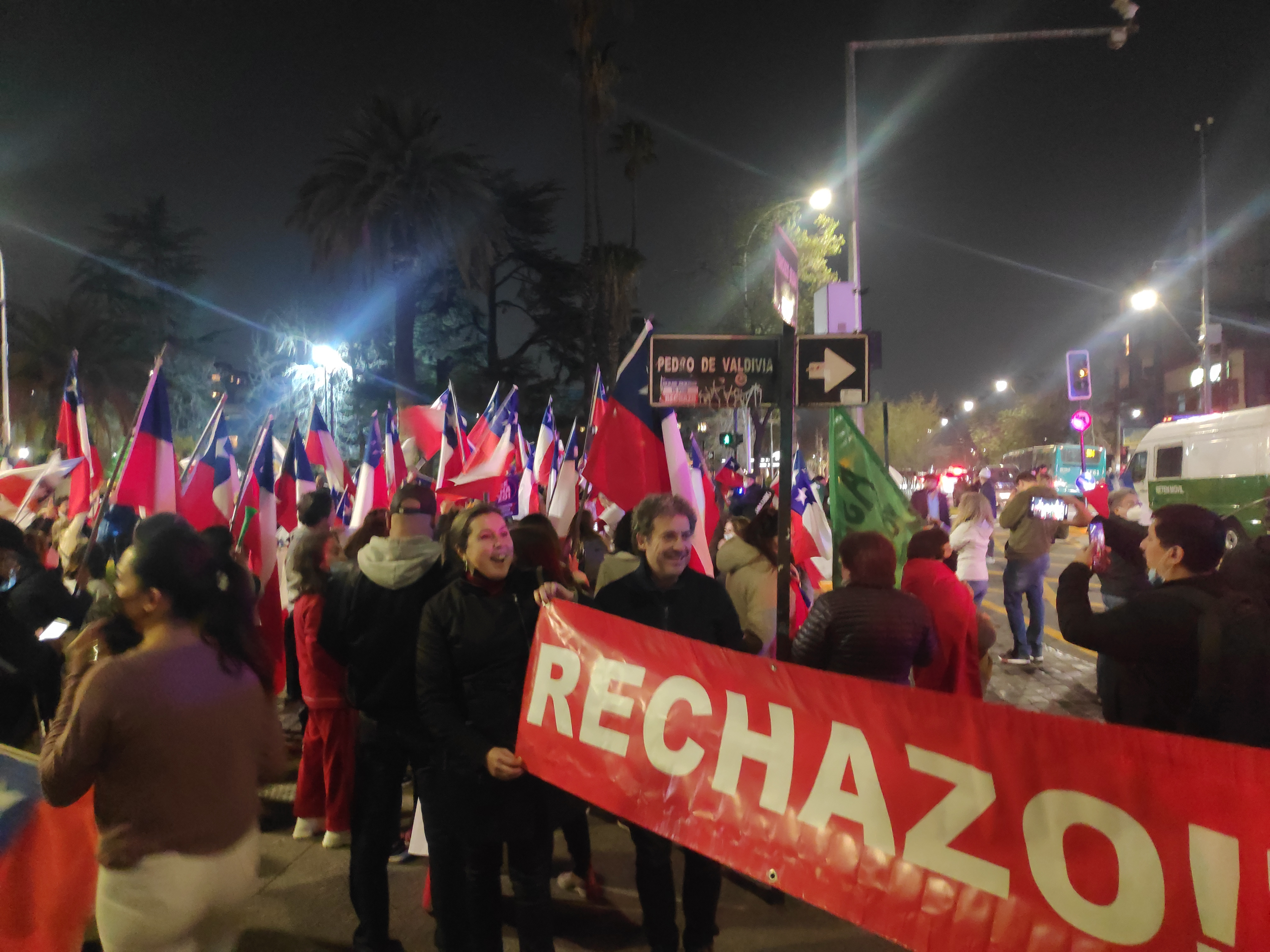
Campagna di rifiuto, settembre 2022.

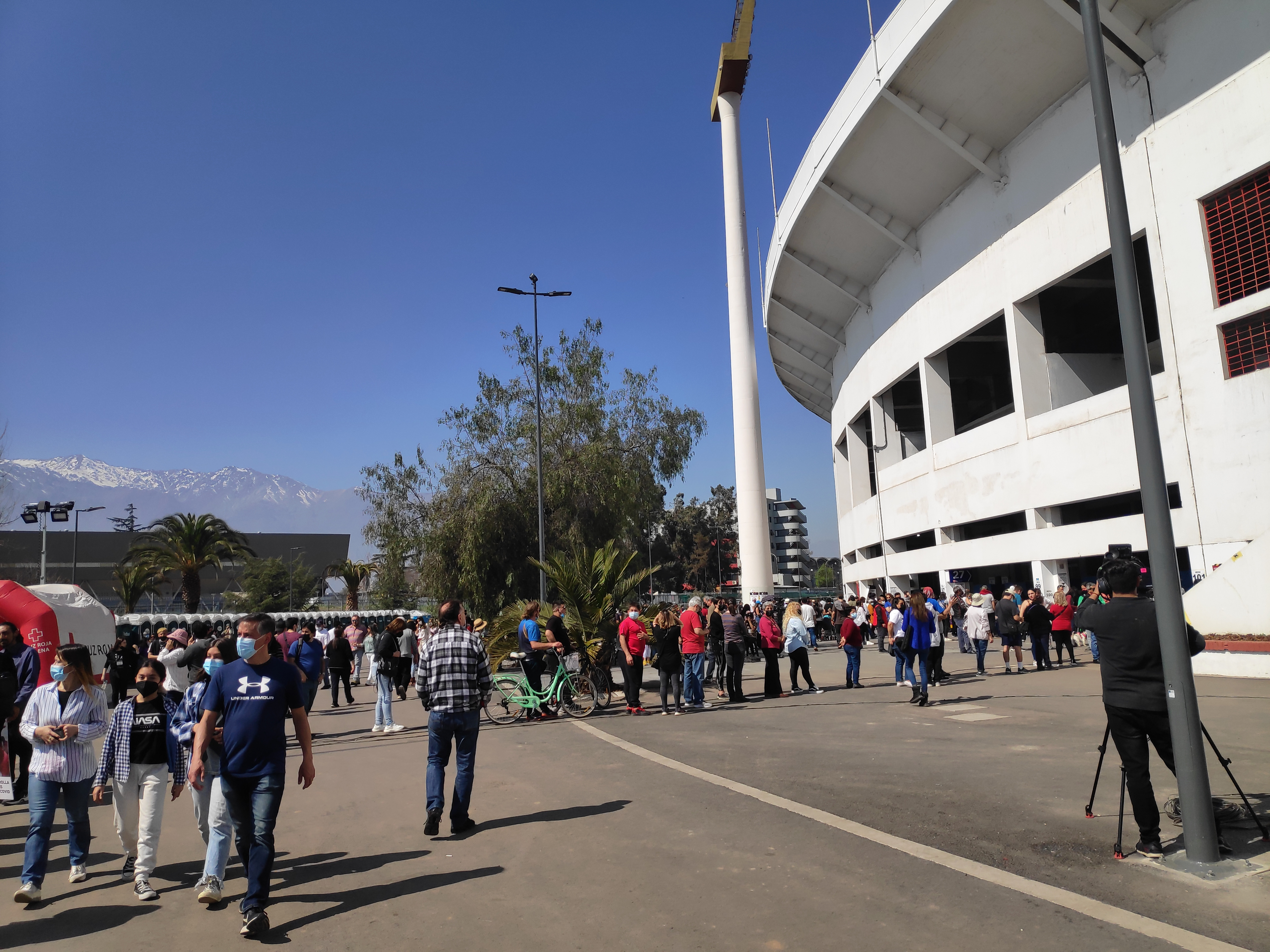
Votazioni allo Stadio Nazionale, Santiago del Cile.

La consultazione si inserisce nel quadro del processo di riforma apertosi dopo le proteste del 2019-2020: il plebiscito nazionale del 2020 aveva visto prevalere l'opzione diretta a dotare il Paese di una nuova Costituzione, superando così la Carta del 1980, approvata durante il regime di Augusto Pinochet (sebbene più volte emendata); nel 2021 si erano tenute le elezioni della Convenzione costituzionale, incaricata di redigere la nuova Carta fondamentale; il 4 luglio 2022, dopo un anno esatto dall'inizio dei lavori, era stato ufficializzato il testo della bozza della nuova Costituzione (Propuesta de Constitución Política).
La nuova Carta, di 387 articoli divisi in otto capitoli, è stata definita da molti commentatori come una delle più avanzate dal punto di vista sociale: in particolare, l'art. 1 definisce il Paese come uno «Stato sociale e democratico di diritto», «plurinazionale, interculturale, regionale ed ecologico», organizzato alla stregua di «repubblica solidale» e di «democrazia inclusiva e paritaria», mentre l'art. 1 della Costituzione vigente richiama una concezione funzionalista dello Stato, designato dall'art. 4 come una «repubblica democratica».
La proposta di riforma è stata infine sottoposta al vaglio del corpo elettorale: a favore (Apruebo) si sono schierate le forze politiche della sinistra (Apruebo Dignidad e Partito Umanista), del centro-sinistra (Partito Socialista e Partito per la Democrazia) e del centro (Partito Radicale e Partito Democratico Cristiano); contro (Rechazo) i partiti di centro-destra, destra ed estrema destra (Rinnovamento Nazionale, Unione Democratica Indipendente, Partito della Gente e Partito Repubblicano).
La campagna a favore del No è stata caratterizzata da ampio uso di disinformazione e fake news atte a screditare il nuovo testo costituzionale.
L'esito referendario, cui ha partecipato l'85.81 % degli aventi diritto, ha visto il rigetto della proposta con il 61.86% dei voti.
Nonostante i risultati, il presidente Gabriel Boric ha indicato che questo plebiscito non era la fine del processo costituente. L'anno successivo infatti si sono svolte le elezioni del Consiglio costituzionale cileno del 2023.

## Risultati
| No             | 7 886 434  | 61,87 |  |  |  |  |  |  |
| Sì             | 4 860 266  | 38,13 |  |  |  |  |  |  |
| Totale         | 12 746 700 | 100   |  |  |  |  |  |  |
|                |            |       |  |  |  |  |  |  |
| Schede bianche | 77 280     | 0,59  |  |  |  |  |  |  |
| Schede nulle   | 200 812    | 1,54  |  |  |  |  |  |  |
| Votanti        | 13 024 792 | 85,84 |  |  |  |  |  |  |
| Elettori       | 15 173 929 |       |  |  |  |  |  |  |

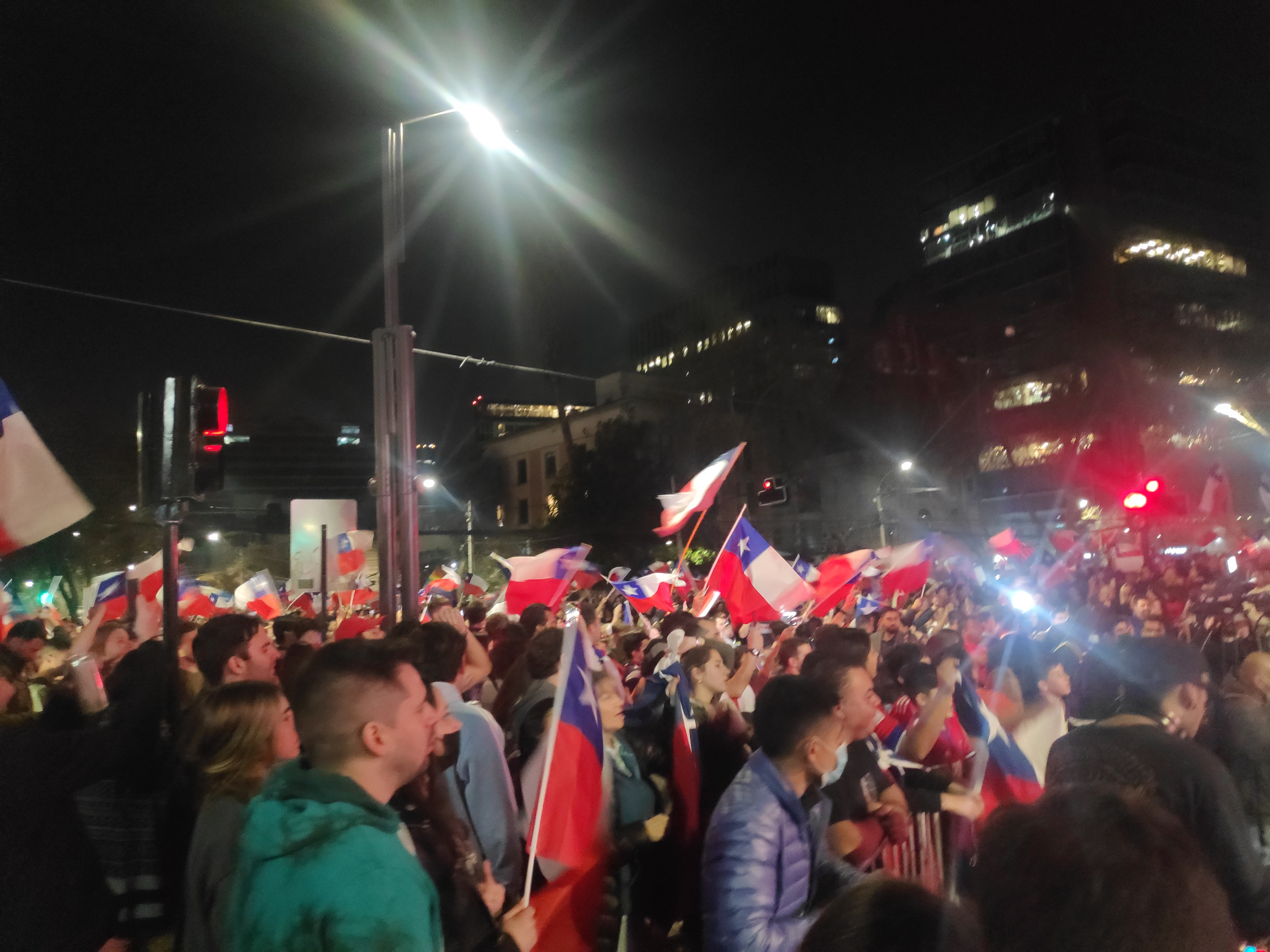
Festeggiamenti dei favorevoli al "No" al referendum.

- Le due opzioni figuravano sulla scheda elettorale nelle forme di Apruebo ("approvo") e Rechazo ("respingo") rispetto alla proposta di nuova Costituzione.

### Risultati per regione
| Regione/ripartizione         | Sì %  | No %  |
| ---------------------------- | ----- | ----- |
| Arica e Parinacota           | 33,21 | 66,79 |
| Tarapacá                     | 31,75 | 68,25 |
| Antofagasta                  | 36,77 | 63,23 |
| Atacama                      | 40,43 | 59,57 |
| Coquimbo                     | 40,11 | 59,89 |
| Valparaíso                   | 42,35 | 57,65 |
| Santiago                     | 44,74 | 55,26 |
| Libertador                   | 34,48 | 65,52 |
| Maule                        | 28,40 | 71,60 |
| Ñuble                        | 25,74 | 74,26 |
| Bío Bío                      | 30,51 | 69,49 |
| Araucanía                    | 26,30 | 73,70 |
| Los Ríos                     | 32,80 | 67,20 |
| Los Lagos                    | 30,60 | 69,40 |
| Aysén                        | 35,89 | 64,11 |
| Magellano e Antartide Cilena | 40,08 | 59,92 |
| Estero                       | 63,35 | 36,65 |